# Nicolas Mollenedo Mondejar
Nicolas Mollenedo Mondejar (1924–2019) là một Giám mục người Philippines của Giáo hội Công giáo Rôma. Ông từng đảm trách nhiều vị trí của Giáo hội tại quốc gia này như Giám mục Phụ tá Tổng giáo phận Cebu, Giám mục chính tòa Giáo phận Romblon và Giám mục chính tòa Giáo phận San Carlos.

## Tiểu sử
Giám mục Nicolas Mollenedo Mondejar sinh ngày 15 tháng 9 năm 1924, tại Cabatuan, Philippines. Sau quá trình tu học dìa hạn tại các chủng viện theo quy định của Giáo luật, ngày 4 tháng 4 năm 1953, Phó tế Mondejar, 29 tuổi, tiến đến việc được truyền chức linh mục.
Sau hơn 17 năm thi hành cách tác vụ của một linh mục, ngày 17 tháng 7 năm 1970, tin tức từ Tòa Thánh loan đi tin báo Giáo hoàng đã xác nhận tuyển chọn linh mục Nicolas Mollenedo Mondejar, 46 tuổi, gia nhập Giám mục đoàn Công giáo hoàn vũ, với vị trí được trao phó là Giám mục Phụ tá Tổng giáo phận Cebu và danh hiệu Giám mục Hiệu tòa Grumentum. Lễ tấn phong cho vị giám mục tân cử được tổ chức sau đó vào ngày 30 tháng 8 cùng năm, với phần nghi thức chính yếu được cử hành cách trọng thể bởi 3 giáo sĩ cấp cao. Chủ phong cho tân giám mục là Tổng giám mục Carmine Rocco, Sứ thần Tòa Thánh tại Philippines. Hai vị còn lại, với vai trò phụ phong, gồm có Giám mục Antonio Floro Frondosa, Giám mục chính tòa Giáo phận Capiz và Giám mục Manuel Sandalo Salvador, Giám mục chính tòa Giáo phận Palo. Tân giám mục chọn cho mình châm ngôn:In truth and charity.
Bốn năm tại Cebu với vị trí là một Giám mục phụ tá của Giám mục Mondejar đột ngột chấm dứt bằng quyết định Tòa Thánh, thuyên chuyển Giám mục này kàm Giám mục chính tòa Giáo phận Romblon. Quyết định này được Tòa Thánh công bố tộng rãi vào ngày 19 tháng 12 năm 1974. Giám mục Mondejar vẫn chưa ổn định nhiệm sở, mười ba năm sau đó, ngày 21 tháng 11 năm 2001, Tòa Thánh công bố quyết định từ Giáo hoàng, thuyên chuyển Giám mục này đến nhiệm sở mới, cụ thể là làm Giám mục chính tòa Giáo phận San Carlos.
Sau khi làm Giám mục San Carlos được 14 năm, Giám mục Nicolas Mollenedo Mondejar xin từ nhiệm, và được phía Tòa Thánh chấp thuận vào ngày 25 tháng 7 năm 2001.
Ông qua đời ngày 10 tháng 2 năm 2019, thọ 94 tuổi.